# FC 인테르나치오날레 밀라노 (여자)

FC 인테르나치오날레 밀라노(F.C. Internazionale Milano)의 여성팀은 이탈리아의 밀라노를 연고로 하는 여자 축구 클럽이다. 흔히 인테르나치오날레, 줄여서 인테르로 불리며, 인테르 위민이라는 상표명을 가지고도 있다. 현재 이탈리아의 여자 축구 리그인 세리에 A 펨미닐레에 참가하고 있다.
2018년에 FC 인테르나치오날레 밀라노 산하 여성팀으로 설립되었으며, 2018-19 세리에 B 펨미닐레 시즌에서 우승을 차지하여 세리에 A 펨미닐레로 승격되었다.

## 성적
- 세리에 B 펨미닐레 1회 우승 (2018-19)